# هربنس‌پوره
هربنس‌پوره (به انگلیسی: Harbanspura) یک منطقهٔ مسکونی در پاکستان است که در پنجاب واقع شده‌است.